# Caprorhinus squamipennis
Caprorhinus squamipennis is een rechtvleugelig insect uit de familie Pyrgomorphidae. De wetenschappelijke naam van deze soort is voor het eerst geldig gepubliceerd in 1910 door Bruner.